# Марислав Радисављевић
Mарислав Радисављевић Маре (Златанце, Црна Трава, 12. јун 1940 — Ниш, 20. децембар 2000) био је српски редитељ, театролог и културни радник.

## Биографија
Потомак црнотравских печалбара из засеока Попадисци, у селу Златанце, Радисављевић је детињство провео у родном месту, а основну школу и гимназију завршио у Нишу, и дипломирао режију на Академији за позориште, филм, радио и телевизију у Београду, у класи професора Хуга Клајна. Од 1963. године до смрти радио је у Народном позоришту у Нишу. Режирао је више од сто педесет позоришних предства, био уметнички директор и директор овог позоришта, а у једном мандату и директор Позоришта лутака у овом граду.
Познат је по немирном истраживачком духу, у трагању за новим театарским изразом, режирању представа у природном амбијенту, на малој сцени, позоришном експерименту... Режирао је низ представа авангардне драме – Ежена Јонеска (“Жак и помирење”), Славомира Мрожека (“Стриптиз”), Семјуела Бекета (“Последња Крапова трака”), Арабала (“Пикник на фронту”), Александра Поповића (“Мрешћење шарана”), Душана Ковачевића (“Клаустрофобична комедија”), али и класични репертоар (“Оковани Прометеј”, “Краљ Лир”, “Сан летње ноћи”, “Лизистрата”, “Антигона”), као и из националног репертоара (“Зона Замфирова”, “Ђидо”)... Режирао је и низ пригодних програма за државне и партијске јубилеје. Био је и професор двема генерацијама нишке Средње глумачке школе, као и Школе за примењену уметност.
Режирао је и документарно-играни филм о Бранку Миљковићу „Ватра и Ништа“, по сопственом сценарију, 1995. године.
Аутор је десетак драмских текстова објављених у часопису Градина, као и лирско-медитативне прозе о Растку Немањићу „Записи из земаљског живота“. У Градини је седамдесетих и осамдесетих година често објављивао текстове о промишљању позоришта и живота уопште.
Написао је опсежну студију „У трагању за системом“ као предговор монографији Рајка Радојковића „Народно позориште Ниш 1944 – 1987“ и објавио две монографије.

## Књиге
- Тридесетпет година уметничког рада Бране Војиновића, 1981,
- Историја режије у нишком позоришту, монографија,
- Систем режије др Хуга Клајна“, монографија,
- Борис Чершков – сценограф у лабораторији режије (1952 – 1992), 1993;

## Види
- Филм о Бранку Миљковићу